# Bambini Forever
Bambini Forever è il secondo album in studio del duo musicale italiano Righeira, pubblicato il 23 giugno 1986 dalla CGD.
La donna presente nel retro copertina con le vesti da infermiera è Eva Robin's.

## Tracce
1. We Wanna Be Punk – 3:35 (Johnson Righeira, Steve Piccolo)
2. 3-D – 3:50 (Johnson Righeira)
3. Oasi in città – 4:52 (Johnson Righeira, Michael Righeira, Carmelo La Bionda, Michelangelo La Bionda)
4. She Was My Love – 3:45 (Johnson Righeira, Michael Righeira, Steve Piccolo)
5. Arruinado – 5:12 (Johnson Righeira)
6. Italians a Go-Go – 4:10 (Johnson Righeira, Michael Righeira, Carmelo La Bionda, Michelangelo La Bionda, Sergio Conforti)
7. Solo un minuto – 3:02 (Johnson Righeira, Sergio Conforti)
8. Bambini Forever – 4:26 (Johnson Righeira, Michael Righeira, Carmelo La Bionda, Michelangelo La Bionda)
9. Adelante – 3:47 (Michael Righeira)
10. Innamoratissimo (The In Crowd Mix) – 5:43 (Johnson Righeira, Michael Righeira, Carmelo La Bionda, Michelangelo La Bionda, Sergio Conforti, Cristiano Minellono)

## Formazione
- Johnson Righeira – voce
- Michael Righeira – voce
- Curt Cress – batteria
- Dieter Petereit – basso
- Luca Orioli – tastiera, programmazione, sintetizzatore
- Herman Weindorf – tastiera
- Peter Weahe – chitarra
- Sergio Conforti – tastiera, programmazione, sintetizzatore
- Marco Guarnerio – tastiera
- Matteo Fasolino – tastiera, programmazione, sintetizzatore